# Root Down
Root Down – minialbum hip-hopowego zespołu Beastie Boys wydany w 1995 roku.

## Lista utworów
1. "Root Down (Free Zone Mix)" - 3:48
2. "Root Down (LP)" - 3:31
3. "Root Down (PP Balloon Mix)" - 3:30
4. "Time To Get Ill (live)" - 1:59
5. "Heart Attack Man (live)" - 2:08
6. "The Maestro (live)" - 3:14
7. "Sabrosa (live)" - 2:53
8. "Flute Loop (live)" - 1:39
9. "Time For Livin' (live)" - 1:58
10. "Something's Got To Give (live)" - 4:57